# Taifa Tudela
De taifa Tuleda was een emiraat (taifa) in Navarra, in het noorden van Spanje. De taifa kende een onafhankelijke periode van 1046 tot 1057. De stad Tudela (Arabisch: Tutilah) was de hoofdplaats van de taifa.
Na het overlijden van Al-Musta'in I, emir van Zaragoza werden verschillende gebieden onder zijn zoons verdeeld. Mundir al-Hayib al-Zafir Nasir al-Dawla kreeg Tudela. In 1057 kwam de taifa weer aan Zaragoza.